# 7-я пехотная дивизия (ВСЮР)
 7-я пехотная дивизия ВСЮР — войсковое соединение, сформированное во ВСЮР 18 мая 1919 года, как 7-я дивизия (с 21 мая (3 июня) 1919 года — пехотная). 9 сентября 1919 была преобразована в Сводно-Гренадерскую дивизию. Расформирована 2 марта 1920 года.

## История
Сформирована во ВСЮР 18 мая 1919 на базе Одесской стрелковой бригады как 7-я дивизия (с 21 мая (3 июня) 1919 — пехотная), и с 21 мая (3 июня) входила во 2-й армейский корпус. 4 июня переброшена под Царицын, где в боях 16–17 июня 1919 потеряла убитыми и без вести пропавшими 29 офицеров и 74 солдата, ранеными 59 офицеров и 199 солдат. В начале июля 1919 возвращена в свой корпус. 2 марта 1920 расформирована и влита в 4-ю стрелковую дивизию.

## Состав
Включала Сводный полк 4-й стрелковой дивизии, 42-й пехотный Якутский полк, Сводный полк 15-й пехотной дивизии, запасный батальон, 7-ю артиллерийскую бригаду и 7-ю инженерную роту (полк. Добровольский), а также (до июня) приданный 3-й конный полк.
В конце июня 1919 насчитывала 4653 чел., в ней служило (без артбригады) 272 офицера на офицерских и 442 на солдатских должностях.
На 20 сентября 1919 насчитывала 1606 штыков при 70 пулемётах и 20 орудиях. Ей в это время также были приданы 2-й отдельный тяжелый гаубичный дивизион и 6-я телеграфная рота.

## Командный состав
Начальники:
- генерал-майор Тимановский, Николай Степанович (до 13 июня 1919)
- полковник Непенин, Пётр Павлович (врио, июнь 1919)
- генерал-лейтенант Бредов, Фёдор Эмильевич (13 июля 1919 — 2 марта 1920)

Начальники штаба:
- полковник Эверт, Георгий Аполлонович (20 июня — 25 декабря 1919)
- полковник Штейфон, Борис Александрович